# Анфимов, Михаил Иванович
Михаил Иванович Анфимов (1904—1998) — советский инженер-конструктор, лауреат Ленинской премии.

## Биография
Родился 9 октября 1904 года в д. Федотово Костромской губернии.
Окончил Ленинградский электротехнический техникум и Днепродзержинский металлургический институт (1931).
С 1931 по 1985 год работал на Уралмашзаводе в различных должностях, начальник бюро прокатного оборудования, с 1958 года начальник конструкторского бюро.
Специалист в области редукторостроения, изобретатель, участвовал в конструкторских разработках более 50 прокатных станов. Кандидат технических наук (1952).
Сочинения:
- Редукторы. Конструкции и расчет [Текст]: [Альбом]. — 3-е изд., перераб. и доп. — М.: Машиностроение, 1972. — 284 с. — (Международный год книги; 1972).
- Конструкции редукторов [Текст]: [Альбом]. — М.; Свердловск: Машгиз. [Урало-Сиб. отд-ние], 1956. — 220 с.
- Редукторы. Конструкции и расчет: [Альбом] / М. И. Анфимов. — 4-е изд., перераб. и доп. — М.: Машиностроение, 1993. — 462,[1] с. — ISBN 5-217-01424-5.

Лауреат Ленинской премии (1961, в составе коллектива) — за создание непрерывно-заготовочного стана. Награждён орденами и медалями.
Скончался 6 сентября 1998 года. Похоронен на Северном кладбище Екатеринбурга.